# Ben Hamer
Benjamin John „Ben“ Hamer (* 20. November 1987 in Chard, England) ist ein englischer Fußballtorhüter. Seit 2022 steht er beim FC Watford unter Vertrag.

## Erste Stationen
Der in der Jugendakademie des FC Reading ausgebildete Ben Hamer sammelte seine erste Spielpraxis auf Leihbasis beim englischen Fünftligisten Crawley Town, für den er in der Saison 2006/07 fünfundvierzig Ligaspiele bestritt. Die Spielzeit 2007/08 verbrachte er auf Leihbasis beim Viertligisten FC Brentford und absolvierte für den Tabellenvierzehnten zwanzig Ligaspiele. Zu Beginn der anschließenden Saison lieh ihn der Verein aus London erneut aus. Hamer etablierte als Stammtorhüter und gewann mit Brentford die Meisterschaft in der Football League Two. Die Saison 2009/10 verbrachte er als Ersatztorhüter für Adam Federici beim FC Reading und kam lediglich in drei Pokalspielen zum Einsatz. Am 31. August 2010 wechselte er zum dritten Mal auf Leihbasis zum FC Brentford und bestritt bis Ende Oktober 2010 zehn Ligaspiele in der Football League One 2010/11. Im Januar 2011 verpflichtete ihn Exeter City bis zum Saisonende.

### Charlton Athletic
Am 1. August 2011 gab der Drittligist Charlton Athletic die Verpflichtung von Ben Hamer bekannt und stattete ihn mit einem Dreijahresvertrag aus. Seine erste Saison in London gestaltete sich sehr erfolgreich. Hamer bestritt einundvierzig Ligaspiele und gewann mit seiner Mannschaft den Meistertitel der Football League One 2011/12. In der Football League Championship 2012/13 sicherte sich der Aufsteiger als Tabellenneunter souverän den Klassenerhalt. Die anschließende Spielzeit beendete Hamer mit Charlton lediglich auf dem achtzehnten Tabellenplatz, zudem sorgten Verletzungen dafür, dass er nur zweiunddreißig Ligaspiele bestreiten konnte.

### Leicester City
Im Mai 2014 wechselte Hamer zum Premier-League-Aufsteiger Leicester City und unterzeichnete einen Vierjahresvertrag bei seinem neuen Verein. In Leicester verbrachte er die Premier League 2014/15 zunächst auf der Ersatzbank, ehe eine Verletzung von Stammtorhüter Kasper Schmeichel im Dezember 2014 den Weg ins Tor frei machte. Bis Mitte Januar 2015 bestritt er acht Ligaspiele, wurde dann jedoch von dem neu verpflichteten Mark Schwarzer im Tor verdrängt.
Am 11. August 2015 verpflichtete ihn der Zweitligist Bristol City auf Leihbasis für die Saison 2015/16.

### Jahre in der Championship
2018 wechselte er zu Huddersfield Town, wo er jedoch zunächst keinen Stammplatz hatte und in seiner ersten Saison dort nur sieben Mal im Tor stand. Daraufhin wurde er für eine Saison an den Ligakonkurrenten Derby County, wo er eine feste Stammkraft im Tor war und 25 Mal auf dem Platz stand. Mitte Januar 2021 wechselte er zu Swansea City.

## Erfolge
- Englischer Meister: 2015/16